# Karl Gullberg
Karl Johan Gullberg, född 29 september 1884 i Malmö, död 22 oktober 1951 i Högalids församling, Stockholm, var en svensk målare, tecknare och grafiker.
Han var son till arbetaren Jonas Pålsson Gullberg och Boel Lindqvist och från 1919 gift med Gena Johnson. Gullberg började efter sin skolgång att arbeta vid ett lantbruk i Skåne innan han sökte i till Tekniska skolan i Malmö. Han flyttade till Stockholm 1904 och studerade där vid Konsthögskolan 1906–1912 och vid Axel Tallbergs etsningsskola. Han medverkade från 1915 i ett flertal utställningar med Sveriges allmänna konstförening och hade under sin livstid bara en separatutställning på ett mindre galleri i Stockholm 1946. Gullbergs stora intresse var monumentalmålningen men han fick inte tillfälle att utföra någon större målning, kvar finns ett antal förlagor i olja för fresker med en rad klassiska kompositioner. Som illustratör illustrerade han ett antal julböcker för barn. Gullberg är representerad vid Moderna museet i Stockholm. Han är begravd på Skogskyrkogården i Stockholm.